# Terrier-Rouge
Terrier-Rouge, in creolo haitiano Tèrye Wouj, è un comune di Haiti facente parte dell'arrondissement di Trou-du-Nord nel dipartimento del Nord-Est.